# Örebro
Örebro (œrɛˈbruː) è una città svedese nella provincia storica di Närke nella Svezia centrale.

## Geografia fisica
Ha 153 368 abitanti (2018). È anche il capoluogo della contea di Örebro che ha 275 000 abitanti.

## Origini del nome
Il nome Örebro si riferisce a un ponte (bro) che attraversa il fiume Svartån, dove si trova la città. Il prefisso Öre- deriva da ör "ghiaia (banco)".

## Storia
Örebro ricevette la sua "Carta Reale" e i privilegi di città nel 1404. Il luogo divenne una sede naturale del commercio nel Medioevo scandinavo ed è menzionato nella stampa nel XIII secolo. Fra i primi edifici ricordiamo la fondazione della chiesa cittadina, un edificio che ha subito diverse modifiche nel corso dei secoli.
Il centro naturale della città è altrimenti il magnifico Castello di Örebro, situato su un isolotto sullo Svartån, e che divide la città in una parte settentrionale e una meridionale. Questo castello fu costruito durante il dominio di Birger Jarl all'inizio del XIII secolo e poi modificato e ampliato durante il regno di Gustav Vasa negli anni '60 del Cinquecento. Il Sinodo di Örebro si tenne qui nel 1529.
Eventi degni di nota nella storia di Örebro includono l'incontro sulla dieta nazionale a Örebro nel 1810, dove Jean-Baptiste Bernadotte fu eletto principe ereditario di Svezia. Sebbene fosse una città commerciale, Örebro rimase piccola fino alla seconda metà del XIX secolo, quando crebbe rapidamente come centro dell'industria calzaturiera nazionale.

## Monumenti e luoghi d'interesse
- Il centro storico di Örebro, Wadköping, si trova sulle rive dello Svartån. Contiene molte case in legno del XVIII e XIX secolo, insieme ad alcuni musei.
- La torre d'acqua di Örebro, chiamata Svampen (Il fungo), è una destinazione popolare come torre panoramica.

## Amministrazione

### Gemellaggi
Örebro è gemellata con:
- Łódź
- Drammen
- Kolding
- Lappeenranta
- Shumen
- Stykkishólmur
- Yantai
- Terrassa
- Pau
- Ida-Virumaa
- Nógrád

## Infrastrutture e trasporti

### Strade
La città è attraversata dalla strada europea E18.

### Ferrovie
La città è servita dalla stazione di Örebro Centrale, sulla Mälarbanan, che la collega con la capitale Stoccolma.

## Sport

### Calcio
La squadra principale della città è l'Örebro SK. Sono presenti anche squadre militanti in campionati minori, come Karlslunds IF, BK Forward, Rynninge IK, Örebro Syrianska IF.

### Hockey su ghiaccio
L'Örebro HK ha raggiunto la SHL, massima serie svedese.

### Altri sport
- Örebro Volley gioca nel più alto livello dei campionati di pallavolo femminile in Svezia. Hanno vinto il campionato dieci volte.
- Örebro Black Knights è una squadra di football americano che ha giocato alle finali del campionato svedese nel 1998, 1999, 2013, 2014, 2015, 2016 e 2017.
- Örebro Universitets IF Rugby
- Örebro SK Bandy è diventato cinque volte campione nazionale di bandy, ma oggi gioca nell'Allsvenskan, la seconda serie del bandy svedese. Le partite casalinghe si giocano nella Behrn Arena, una delle tredici (a partire dal 2017) arene di bandy indoor in Svezia.

Karlslunds IF è una polisportiva con sezioni di football americano, bandy, baseball / softball, bowling, calcio, ginnastica, sci e nuoto.
La città di Orebro diede i natali a Ronnie Peterson,campione di F1 prematuramente scomparso a seguito del G.P. d'Italia del 1978,sul circuito di Monza

## Galleria d'immagini

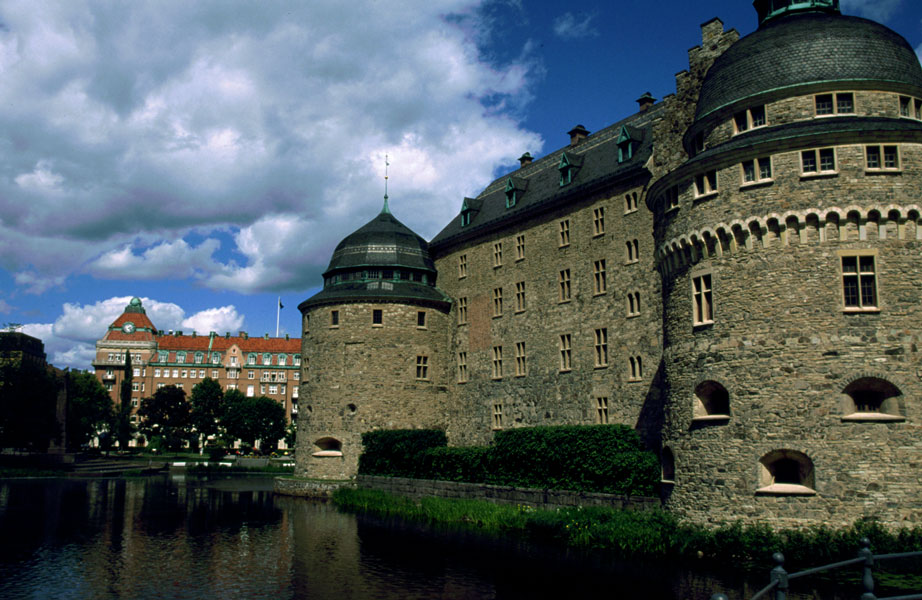
Castello di Örebro
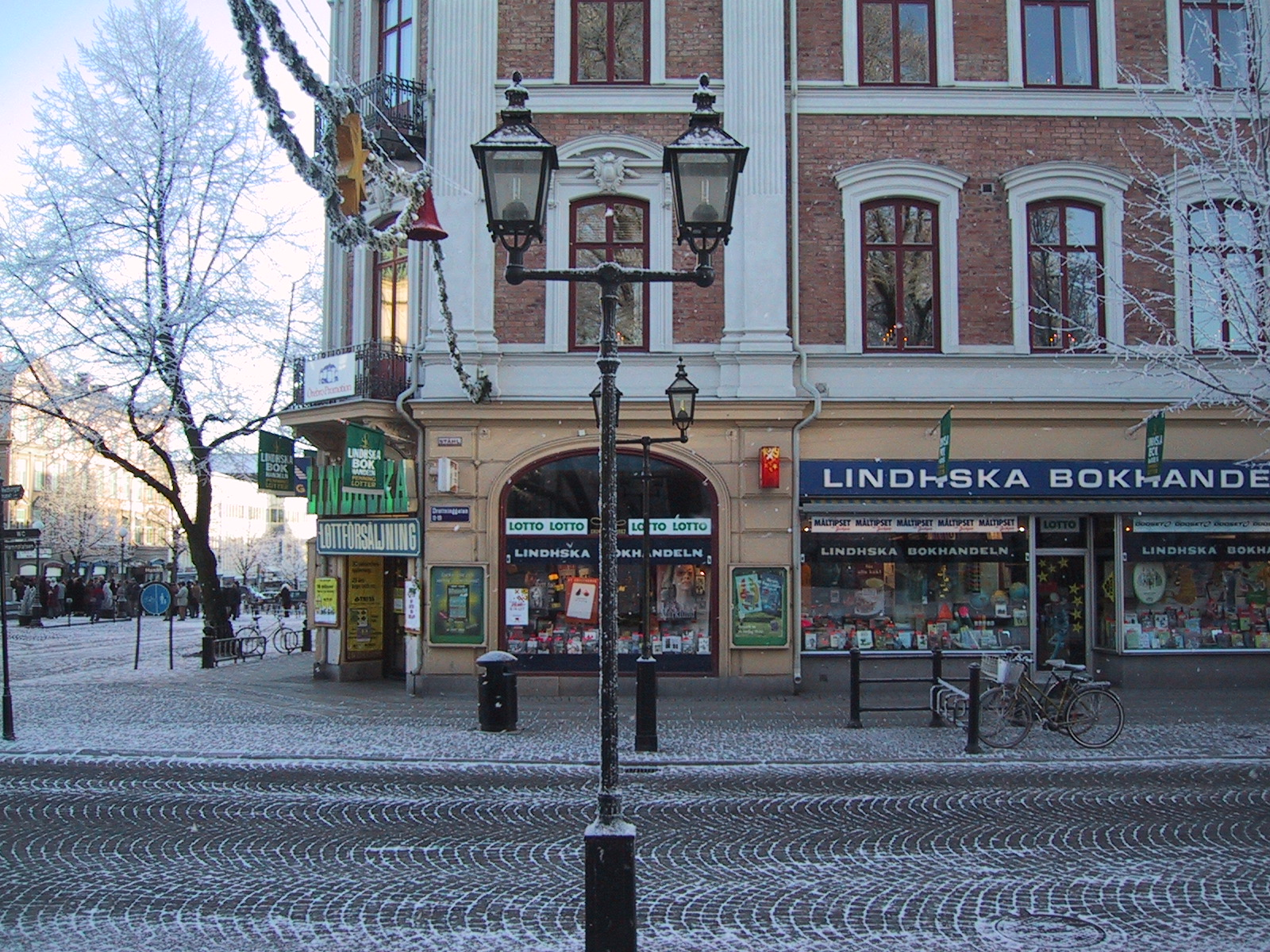
Libraio Lindhska
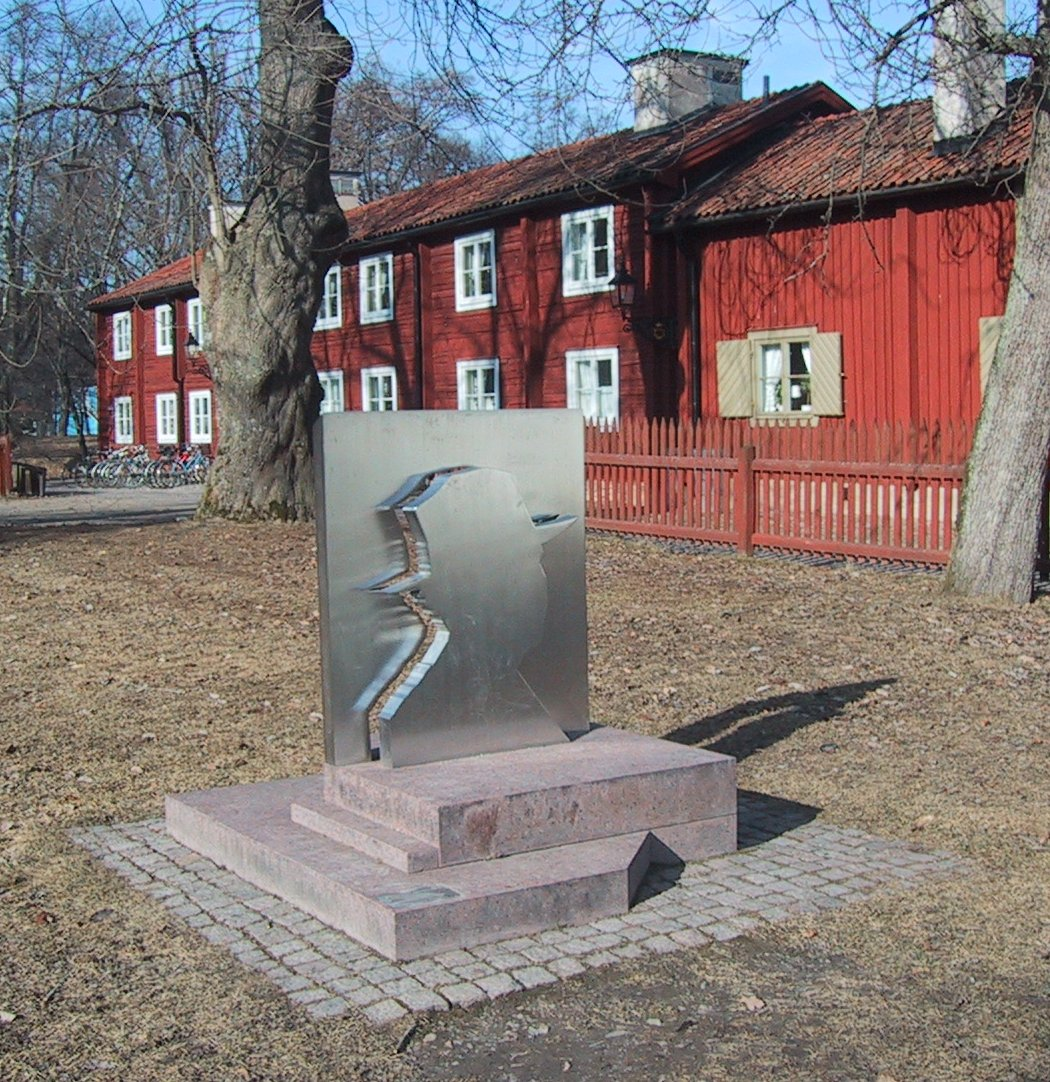
Profilo di Hjalmar Bergman ritagliato nell’acciaio. Opera al museo all’aperto del quartiere Wadköping
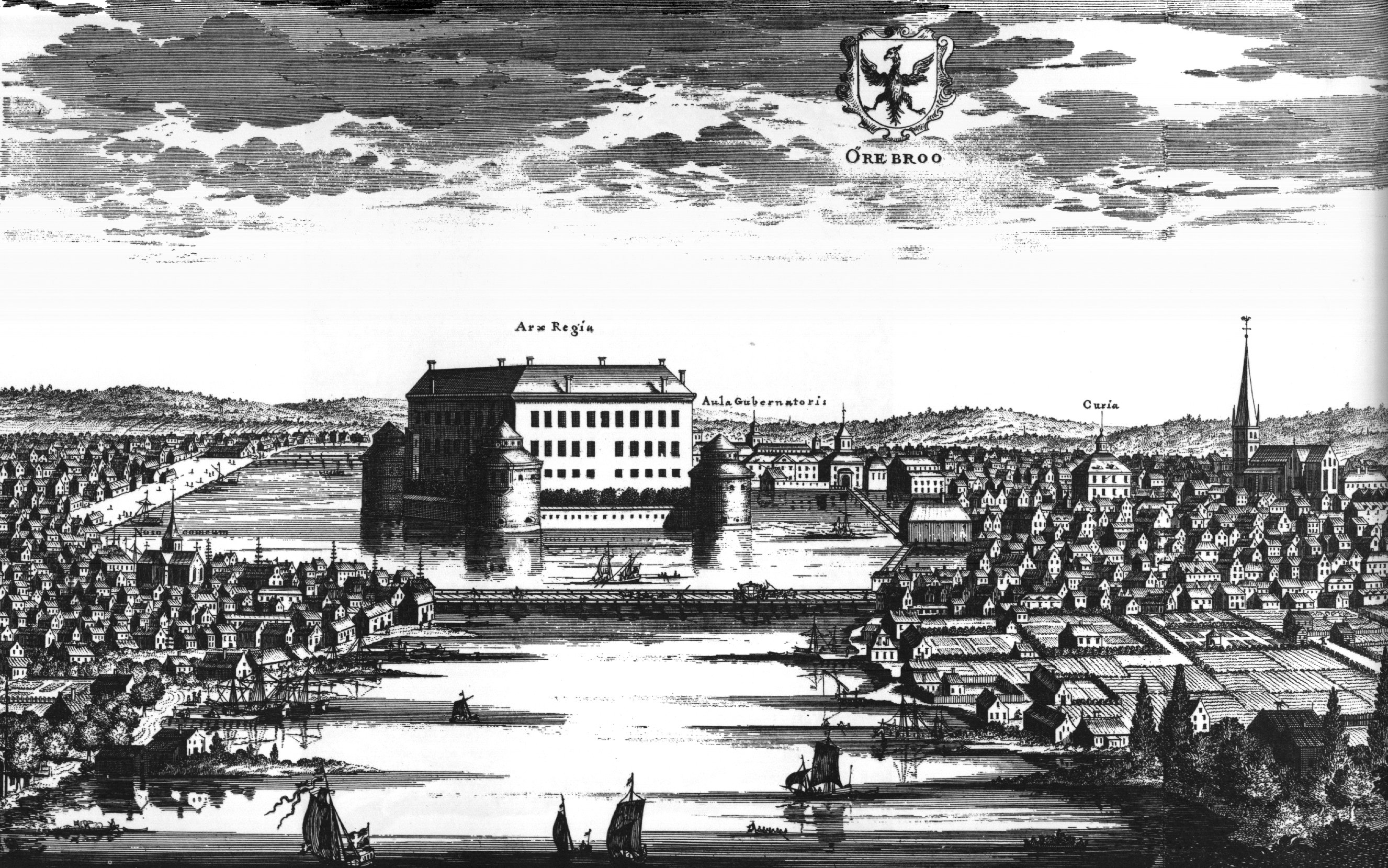
In suecia antiqua et hodierna, circa 1700